# Haworthia cymbiformis var. setulifera
Haworthia cymbiformis var. setulifera, és una varietat de Haworthia arachnoidea del gènere Haworthia de la subfamília de les asfodelòidies.

## Descripció
Haworthia cymbiformis var. setulifera és una petita planta suculenta amb una roseta d'uns 7 a 10 cm, oberta de fulles amples i verdes. Les fulles també tenen un patró de "finestres foliars" translúcides que permeten que la llum solar irradiï l'interior de la fulla, per la qual cosa ajuda a la planta a tolerar condicions de poca llum. Les flors són blanques.

## Distribució i hàbitat
Aquesta varietat creix a la província sud-africana del Cap Oriental on a l'est i al nord d'East London, H. cymbiformis comença a desenvolupar una fulla més gruixuda i curta i més deltoide i les dents es tornen marcadament espinades i el nom de von Poellnitz es reinstaura per a aquesta varietat.

## Taxonomia
'Haworthia cymbiformis var. setulifera va ser descrita per Martin Bruce Bayer i publicat a Haworthia Revisited 62, a l'any 1999.
Etimologia
Haworthia : nom en honor del botànic britànic Adrian Hardy Haworth (1767-1833).															
cymbiformis: epítet llatí que significa "en forma de barca".
var. setulifera: epítet llatí que significa "amb petites truges".
Basiònim
- Haworthia planifolia var. setulifera Poelln.[3]